# 국보무
국보무(麴寶茂)는 고창의 왕(555~561)이다. 국현희의 손자이며, 화평왕의 아들이다. 555년에 서위가 국보무를 전지공(田地公)에 봉했다. 연호는 건창(建昌)이다. 아들 국건고가 뒤를 이었다.